# Johann Gottfried Walther
Johann Gottfried Walther (Erfurt, 18 september 1684 - Weimar, 23 maart 1748) was een Duits componist, muziektheoreticus en organist.
Musicoloog Fritz Wiegand heeft in het Bachjahrbuch van 1967 een artikel geschreven waarin hij de familierelatie tussen Walther en J.S. Bach uitlegt, een relatie die in veel bronnen overigens verkeerd wordt weergegeven. Valentin Lammerhirt senior (1585-1665) trouwde tweemaal, en uit zijn eerste huwelijk werd als eerste kind Valentin Lammerhirt junior (1608-1665) geboren, de vader van Martha Dorothea Lämmerhirt (de moeder van Walther). Uit het tweede huwelijk van Valentin Lammerhirt senior kwam Elisabeth Lämmerhirt (1644 - 1694) voort (moeder van Bach). Je kunt ook zeggen dat Walthers grootvader (Valentin jr.) een halfbroer is van Bach's moeder.
Hij werd geboren in Erfurt en studeerde muziek bij de organist Johann Bernhard Bach, Johann Andreas Kretschmar en Johann Heinrich Buttstett.
Na een mislukte ambitie als rechtenstudent aan de universiteit van Erfurt, wijdde hij zich volledig aan de muziek. In 1702 werd hij organist in Erfurt. In 1707 werd hij stadsorganist in Weimar waar hij het orgel van de St. Peter en St. Pauluskerk bespeelde. Ook was hij enige tijd privéleraar van de jonge prins Johann Ernst von Sachsen-Weimar. Hoewel hij tijdens zijn leven al een bekend en geroemd werd als organist en componist, werd hij vaak gepasseerd voor belangrijke muzikale functies.
Walther schreef vooral koraalbewerkingen en transcripties van orkestwerk van Italiaanse en Duitse componisten voor het orgel. Daarnaast schreef hij ook ongeveer 90 vocale werken. Veel van zijn werk, waaronder vrijwel alle vocale werken, is verloren gegaan. Naast composities schreef hij traktaten over muziek. In 1708 schreef hij een soort 'Algemene Muziekleer' voor zijn leerling, de prins Johann Ernst von Sachsen-Weimar. Het geeft een mooi inkijkje in de kennis die een 24-jarige componist in die tijd tot zijn beschikking had en de kans is ook vrij groot dat Bach het gekend heeft, aangezien zijn beiden les gaven aan de genoemde prins, maar ook aan Johann Tobias Krebs de oudere (die ook een kopie van dit manuscript maakte). Bekend is ook zijn Musicalisches Lexicon dat in 1732 in Leipzig verscheen - de eerste Duitstalige muziekencyclopedie - waarin hij o.a. het werk van Johann Sebastian Bach tot 1730 en van andere leden van de Familie Bach bespreekt. In 1712 trad Bach op als peetvader van Walthers tweede zoon (en derde kind). Van zijn acht kinderen overleefden er slechts vier. De jongste zoon, Johann Christoph (1715–1771), is als organist in zijn vaders voetspoor getreden.
Er is wel gesuggereerd dat de canon BWV 1073 die Johann Sebastian Bach schreef in 1713 een eerbetoon is aan Johann Gottfried Walther. De canon bestaat uit 82 noten en 82 is de optelsom van getallen die elk staan voor een letter van Walthers familienaam in de volgorde van het alfabet.

Uit de vele brieven die hij schreef aan Cantor Bokemeijer uit Wolfenbuettel verwijst hij 11 keer direct naar J.S. Bach, waar indirect uit blijkt dat hij altijd contact is blijven onderhouden met wie hij zijn 'neef en peetoom' noemde (waarbij peetoom uiteraard betrekking heeft op zijn zoon). In 1738 schrijft hij in een van de brieven namelijk:
Ik had een exemplaar van de nu in kopergravure gepubliceerde koraal "Allein Gott in der Höh sei Ehr" toegewezen aan uw schoonzoon (groet hem namens mij), maar omdat de uitgever per abuis slechts 12 exemplaren in plaats van de overeengekomen 30 heeft ontvangen, waarvan er meteen in Augsburg 2 aan goede vrienden zijn gegeven, zijn de overige 10 niet eens bij alle leden van de raad hier aangekomen. Ik heb zelfs nog 2 exemplaren ervan afgenomen voor de heer Bach en de heer Mizler in Leipzig. 

## Tekstuitgaven
- Walther, Johann Gottfried: Praecepta der musicalischen Composition (1708), voor het eerst uitgegeven door Breitkopf&Härtel in 1955 onder redactie van Peter Benary;
- Walther, Johann Gottfried: Musicalisches Lexicon oder Musicalische Bibliothec (1732) - Neusatz des Textes und der Noten. Hrsg.: Friederike Ramm. Kassel: Bärenreiter Verlag, 2001;
- Walther, Johann Gottfried: Briefe. Hrsg.: Klaus Beckmann und Hans-Joachim Schultze. Leipzig: VEB Deutscher Verlag für Musik, 1987.